# Апеннино-Тоско-Эмилиано
Апеннино-Тоско-Эмилиано (эмил.-ром. Pêrch Nasionêl ed l'Apenèin Tôsch-Emiliân, итал. Parco nazionale dell'Appennino Tosco-Emiliano) — один из национальных парков Италии. Из наименования парка следует, что он располагается в Апеннинских горах на территории Тосканы и Эмилии.
На территории парка находится ботанический сад «Пания ди Корфино» (англ.).

## История
Национальный парк Апеннино-Тоско-Эмилиано — один из самых молодых в стране. Заповедная зона была создана Законом об охраняемых территориях № 394 в 1991 году. Указом Президента Итальянской республики от 21 мая 2001 года территория получила статус национального парка, в состав которого вошли также парки Джиганте и Ченто-Лаги, а также территории, ранее не имевшие статус охраняемых, например, часть коммуны Корнильо.
После присоединения новых территорий в 2010 году, его площадь составила 26149 га.
В 2021 году некоторые экологические организации предложили расширить национальный парк, включив в него региональный природный парк Альпи-Апуане (ит.).

## География
Парк расположен в горной местности Тоскано-Эмилианских Апеннин и пересекающих их речных долин на территориях четырёх провинций — Лукка и Масса-Каррара в Тоскане и Реджо-нель-Эмилия и Парма в Эмилии-Романьи.
Национальный парк занимает 13 муниципалитетов, 5 из которых расположены в Эмилии-Романье и 8 в Тоскане. По территории же, около двух третей относятся к Эмилии.
Высота трёх вершин парка, Монте-Кусна (2121 м), Монте-Прадо (2053 м) и Альпе-де-Суччизо (2017 м), превышает 2000 м.

## Природа
Национальный парк в Тоскано-Эмилианских Апеннинах представлен большим разнообразием природных условий: от буковых лесов до каштановых рощ, в горах расположены древние пастбища, ниже — болота и озёра ледникового происхождения, а также водопады.
Фауна включает в себя таких животных, как апеннинский волк, бурый медведь, олень, косуля, барсук и беркут.
Разнообразие флоры обусловлено расположением охраняемой территории на границе средиземноморского и континентального климата, а также высотой расположения самых высоких гор и включает эндемичные ледниковые реликты и редкие виды.

## Галерея

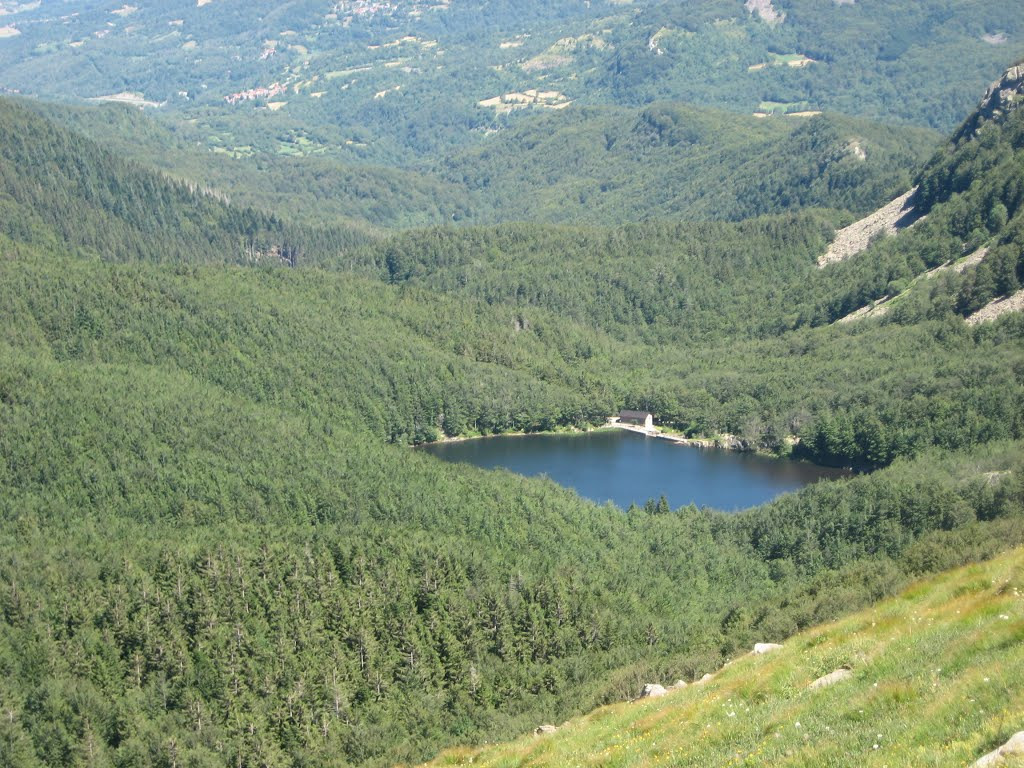
Одно из озёр парка
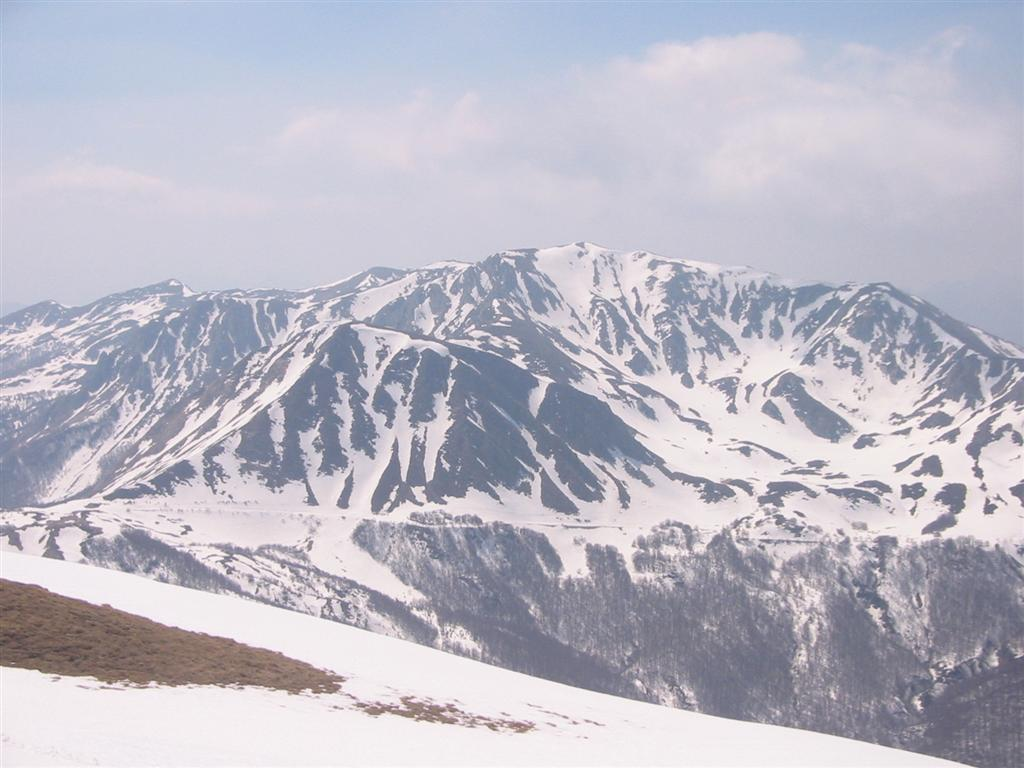
Зимний пейзаж на Монте-Прадо
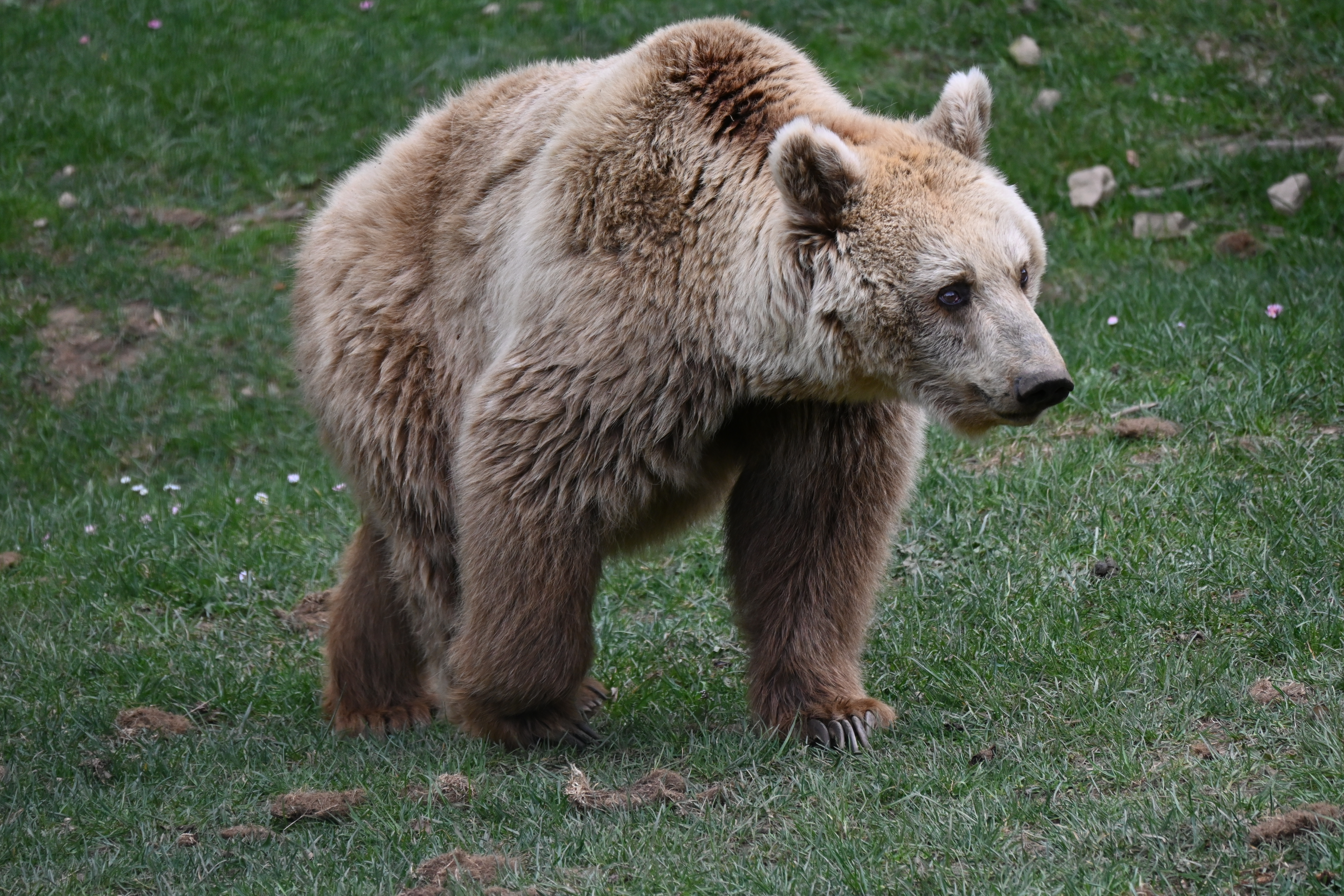
Парк — одно из мест обитания медведя в Италии
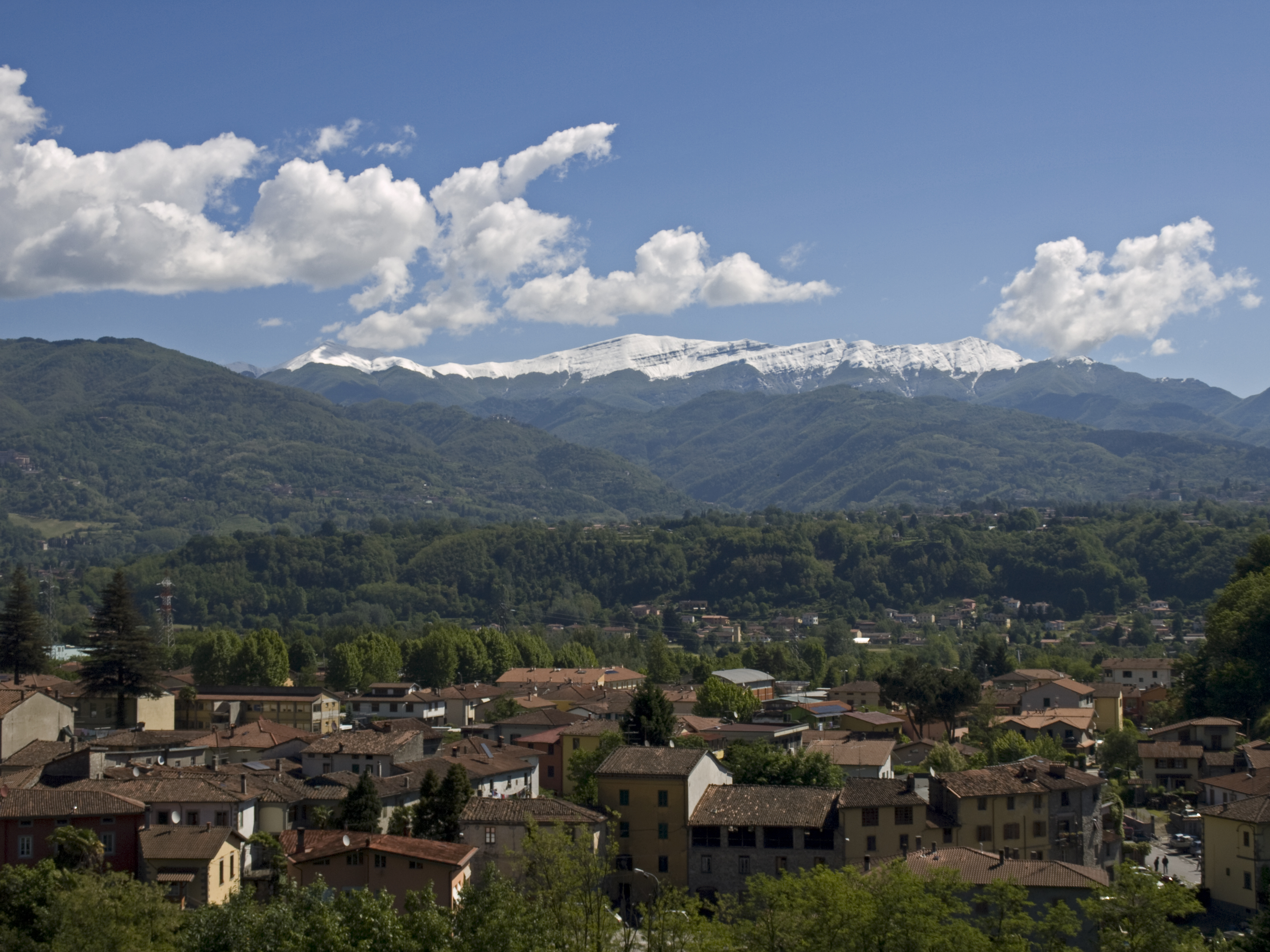
Коммуна Галликано, граничащая с парком